# Kamakiriad
Kamakiriad è il secondo album in studio da solista del cantautore statunitense Donald Fagen (anche membro degli Steely Dan), pubblicato il 25 maggio 1993.

## Tracce
1. Trans-Island Skyway (Fagen) – 6:30
2. Countermoon (Fagen) – 5:05
3. Springtime (Fagen) – 5:06
4. Snowbound (Walter Becker, Fagen) – 7:08
5. Tomorrow's Girls (Fagen) – 6:17
6. Florida Room (Fagen, Libby Titus) – 6:02
7. On the Dunes (Fagen) – 8:07
8. Teahouse on the Tracks (Fagen) – 6:09